# جون اولوفسون
جون اولوفسون (بالسويدية: Johan Olofsson)‏ هو لاعب هوكي الجليد سويدي، ولد في 9 مايو 1994 في السويد.

## وصلات خارجية
- جون اولوفسون على موقع EliteProspects.com (الإنجليزية)
- جون اولوفسون على موقع HockeyDB.com (الإنجليزية)